# Neotama corticola
Neotama corticola is een spinnensoort uit de familie van de Hersiliidae.
De wetenschappelijke naam van de soort werd in 1937 als Hersilia corticola gepubliceerd door Reginald Frederick Lawrence.